# Eleonora (cuento)
Eleonora es un cuento romántico de Edgar Allan Poe, publicado en 1842. Es considerado por algunos como un cuento autobiográfico y tiene un final relativamente feliz.

## Argumento

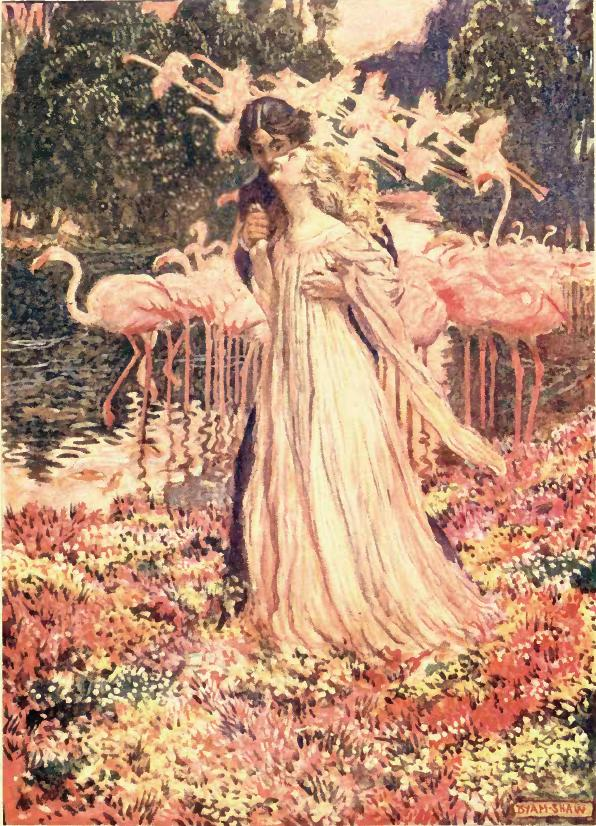
Ilustración por Byam Shaw, 1909

La historia es narrada por un hombre que vive con su tía y con su prima, Eleonora, en el Valle de la Hierba Irisada, un paraíso lleno de fragantes flores, árboles fantásticos y un «Río de Silencio».
Después de vivir así por quince años, un amor inesperado llegó a los corazones del narrador y de su prima, una tarde mientras estaban abrazados en el Río del Silencio. El valle reflejaba la belleza de su joven amor.

Las pasiones que durante siglos habían distinguido a nuestra raza llegaron en tropel con las fantasías por las cuales también era famosa, y juntos respiramos una dicha delirante en el Valle de la Hierba Irisada. Un cambio sobrevino en todas las cosas. Extrañas, brillantes flores estrelladas brotaron en los árboles donde nunca se vieran flores. Los matices de la alfombra verde se ahondaron, y mientras una por una desaparecían las blancas margaritas, brotaban, en su lugar, de a diez, los asfódelos rojo rubí. Y la vida surgía en nuestros senderos, pues altos flamencos hasta entonces nunca vistos, y todos los pájaros gayos, resplandecientes, desplegaron su plumaje escarlata ante nosotros.
Edgar Allan Poe, Eleonora

Eleonora, sin embargo, cae enferma y siente el dedo de la muerte posado en su pecho. «Había sido creada perfecta en su hermosura sólo para morir». Ella no teme a la muerte, pero teme que el narrador abandone el valle después de que muera y le dé su amor a alguien más. El narrador le jura que, con «el Amo del Universo» como testigo, nunca se unirá en matrimonio con «ninguna hija de la Tierra».
Tras la muerte de Eleonora, el Valle de la Hierba Irisada empieza a perder su lustre y calidez. El narrador decide partir a una «extraña ciudad». Ahí conoce a una mujer llamada Ermengarda, con la cual se casa sin ningún sentimiento de culpa y dispuesto a enfrentar la maldición que caería sobre él. Eleonora pronto visita al narrador desde la tumba y manda sus bendiciones a la pareja. «Estás libre,» dice ella, «por razones que conocerás en el Cielo, de tus juramentos a Eleonora».

## Tema principal
Una mujer que regresa de la tumba para visitar a su primer amor es un recurso frecuentemente usado. Ver también Ligeia y Morella. Poe también escribe sobre la muerte de una mujer hermosa, él considera que es el tema más poético en el mundo.

## Análisis
Muchos biógrafos consideran a «Eleonora» como una historia autobiográfica escrita por Poe para aliviar sus sentimientos de culpa por considerar amar a otra mujer. En el periodo en el que se publicaba este cuento, su esposa, Virginia, empezó a mostrarse enferma y murió cinco años después. El narrador, se puede concluir, es el mismo Poe viviendo con su joven prima (futura esposa) y su tía.
El abrupto final, con el nombre del nuevo amor del narrador mencionado en los últimos párrafos, es de alguna manera, poco convincente de los intentos de Poe de justificar sus propios sentimientos. Poe consideró que el cuento «no terminó tan bien como debería». Quizás por la vaguedad que tiene el que el permiso para romper su juramento solo le sería revelado en el Cielo. Es por eso que, comparado con los otros finales de Poe, en donde la amante muerta regresa de la tumba, este es un final "feliz", libre de antagonismos, culpas o resentimientos. En Morella, por ejemplo, la esposa muerta reencarna como su propia hija solo para morir. En Ligeia, la primera esposa regresa de la tumba y destruye a la nueva amante del narrador. En «Eleonora», el mensaje es que un hombre tiene permitido casarse sin culpas después de la muerte de su primer amor.
El narrador admite locura al inicio de la historia, aunque cree que aún no ha sido determinado si la locura es la más elevada forma de inteligencia. Esto puede parecer cómico, pero también podría explicar la exagerada descripción paradisíaca del Valle y cómo cambia cuando muere Eleonora. El que admita su locura, permite la introducción de elementos tan fantásticos en la obra.
No es claro por qué estos tres personajes viven solos en el Valle.
También existen temas de connotación sexual, en la historia. Mientras Eleonora crece, su inocente relación se convierte en amor y la descripción del entorno también cambia - la vida en el Valle se multiplica. La muerte de Eleonora se utiliza como un símbolo del fin del ideal del amor romántico que después es reemplazado con el amor menos apasionado hacia Ermengarda. Eleonora representa el típico personaje femenino de los cuentos de Poe: es joven, pasiva y completamente devota al amor.